# Padus brachypoda
Padus brachypoda là loài thực vật có hoa trong họ Hoa hồng. Loài này được (Batalin) C.K. Schneid. mô tả khoa học đầu tiên năm 1905.